# Schlettau
Schlettau är en stad ( Kleinstadt) i Landkreis Erzgebirgskreis i förbundslandet Sachsen i Tyskland. Staden har cirka 2 300 invånare.
Stadenen ingår i förvaltningsområdet Scheibenberg-Schlettau tillsammans med staden Scheibenberg.